# TEM4型柴油机车
TEM4型柴油机车（俄语：ТЭМ4）是苏联向古巴出口的调车柴油机车车型之一，由布良斯克机械制造厂设计制造。
TEM4型柴油机车是在TEM2型机车的基础上，为适应热带气候的使用条件改进而成。机车装用一台ПД1Т型四冲程柴油机，为了使机车在炎热气候下稳定工作，柴油机装车功率由1200马力下调至1000马力。此外，并对机车的发电机、牵引电动机、冷却水系统作出相应改造。1964年至1966年间，布良斯克机械制造厂共生产了44台TEM4型柴油机车，其中40台机车出口至古巴，采用1435毫米的标准轨距；其余4台机车交付苏联国内的工业企业使用，采用1524毫米的宽轨轨距。

## 参看
- TEM2型柴油机车
- TEM3型柴油机车